# Unborn
Unborn är det amerikanska death metal-bandet Six Feet Unders trettonde fullängdsalbum, som gavs ut i mars 2013 av Metal Blade Records.
Alla texter är skrivna av Chris Barnes och musiken är komponerad av Six Feet Under-gitarristerna Rob Arnold, Steve Swanson och svenska Ola Englund, gitarristen Jari Laine från det finska bandet Torture Killer och gitarristen Ben Savage från bandet Whitechapel. 
Albumet spelades in i Audio Hammer Studios i Sanford i Florida (trummor), D.O.I. Digital Audio (gitarr spår 7, sång), Brochach Studio (trummor spår 2, 4, 11), Atomic Audio i Tampa, Florida (gitarr spår 1, 4, 6, 8) och Castle Ultimate Studios, Oakland, Kalifornien (basgitarr).

## Låtförteckning
1. "Neuro Osmosis" – 3:10
2. "Prophecy" – 3:19
3. "Zombie Blood Curse" – 4:08
4. "Decapitate" – 2:50
5. Incision" – 2:48
6. "Fragment" – 2:56
7. "Alive to Kill You" – 3:17
8. "The Sinister Craving" – 2:16
9. "Inferno" – 2:53
10. "Psychosis" – 3:47
11. "The Curse of Ancients" – 4:37

Text: Chris Barnes

Musik: Ben Savage (spår 1, 4, 6, 8), Ola Englund (spår 2, 11), Jari Laine (spår 3, 5, 9), Steve Swanson (spår 7), 	Rob Arnold (spår 10)

## Medverkande
Musiker (Six Feet Under-medlemmar)
- Chris Barnes – sång
- Steve Swanson – sologitarr
- Jeff Hughell – basgitarr
- Kevin Talley – trummor
- Ola Englund – gitarr

Bidragande musiker
- Benjamin Savage – gitarr (spår 1, 4, 6, 8)
- Rob Arnold – gitarr (spår 9, 10)
- Jari Laine – gitarr (spår 3, 5, 9)
- Ryley Dipaola – gitarr, trummor

Produktion
- Chris Barnes – producent
- Six Feet Under – producent
- Chaz Najjar – ljudtekniker (gitarr, sång)
- Mark Lewis – ljudtekniker (trummor)
- Eyal Levy – assisterande ljudtekniker (trummor)
- Orlando Villasenor – ljudtekniker (trummor)
- Brandon Cagle – ljudtekniker (gitarr)
- Ola Englund – ljudtekniker (gitarr)
- Rob Arnold – ljudtekniker (gitarr)
- Zack Ohren – ljudtekniker (basgitarr)
- Zeuss (Christopher Harris) – ljudmix, mastering
- Dusty Peterson – omslagskonst